# Латышево (Чувашия)
Ла́тышево (чув. Лачкасси) — деревня в Янтиковском районе Чувашской Республики. Входит в состав Турмышского сельского поселения.
Деревня образовалась после покорения Казанского ханства в 16 веке. Название произошло от чув. Лачкасси. По рассказам старожилов основателями были Этрель, Кӗтрель, Меметей. Деревня первоначально располагалась в лесистой местности рядом с небольшой речкой и множеством родников. Леса постепенно вырубались и превращались в пахотные земли. В царское время Латышево входило в Янтиковскую волость Цивильского уезда Казанской губернии. Крестьяне были не крепостными, а государевыми. Жили небедно, но никакой грамоты не было, их насильственно крестили. Почти все были заражены трахомой, ходили в лаптях, домотканой одежде.
После революции деревня вошла в Янтиковский район Чувашской АССР, появилась школа, больница в соседней деревне. В 30-х годах образовался колхоз «Звезда», но через несколько лет колхоз практически развалился.
В годы перестройки колхозы распустили, часть земель пустовала, теперь Латышево входит в состав Турмышинского поселения.